# Economia da Tanzânia

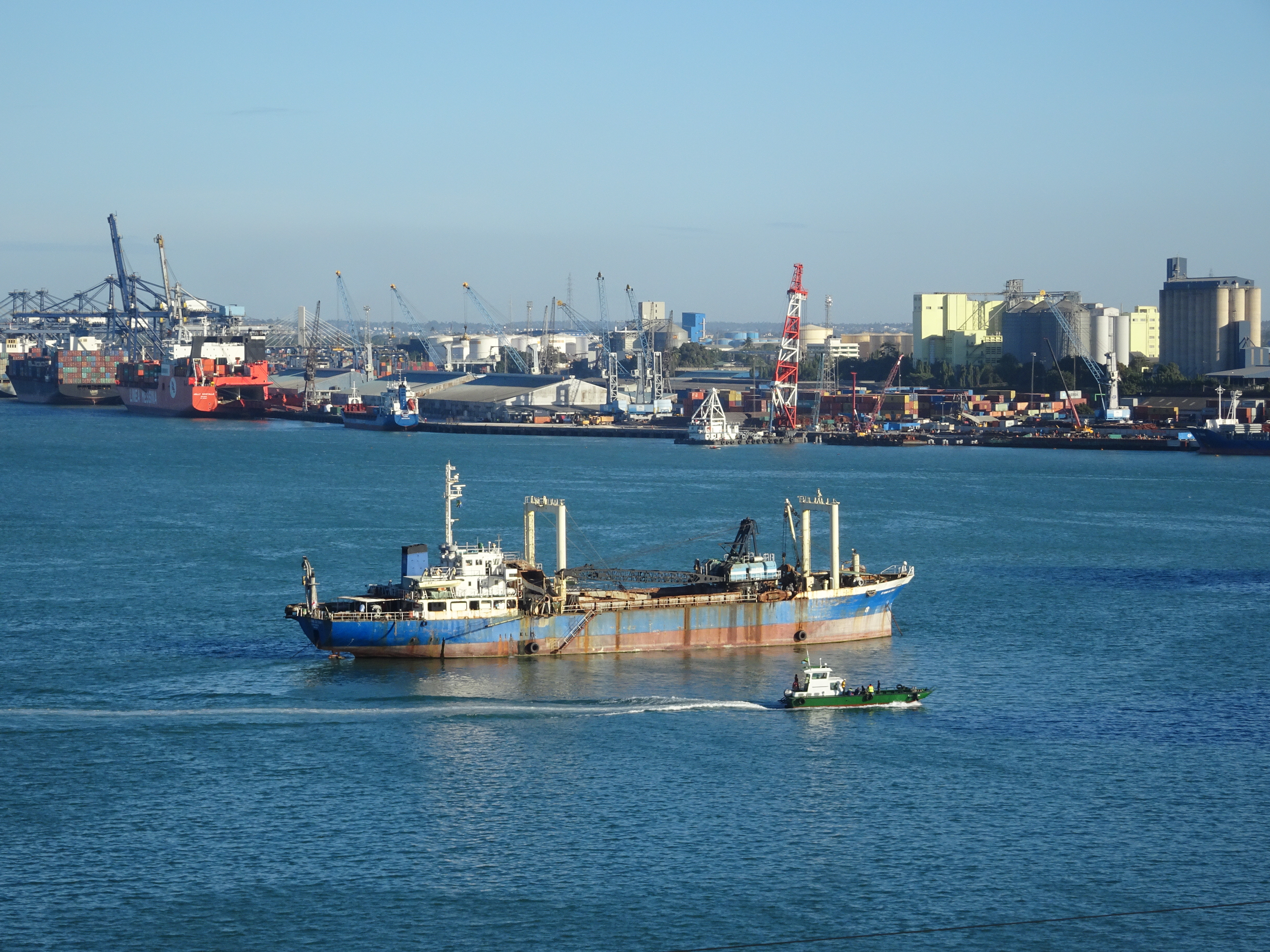
Porto de Dar es Salaam

A Tanzânia é um dos países mais pobres do mundo, com um PIB per capita de apenas 1 700 dólares em 2012. No entanto, sua economia alcançou altos índices de crescimento graças à produção de ouro e ao turismo. O país praticamente concluiu a sua transição para uma economia de mercado liberalizada, muito embora o governo mantenha presença em setores como telecomunicações, bancário, energia e mineração.
A economia depende consideravelmente na agricultura, responsável por 1/4 do produto interno bruto, pelo emprego de aproximadamente 80% da mão de obra e por aproximadamente 85% das exportações. No entanto, a topografia e as condições climáticas limitam as terras cultiváveis a somente 40%. O país situa-se entre os mais 10% pobres do mundo.
A indústria se ocupa principalmente com o processamento dos produtos agrícolas do país e alguns bens de consumo. O Banco Mundial e doadores internacionais têm enviado dinheiro para modernizar a obsoleta infra-estrutura e aliviar a pobreza. Devido à ajuda internacional e a sólidas políticas econômicas o crescimento foi mantido, apesar da recessão mundial.

## Comércio exterior
Em 2020, o país foi o 98º maior exportador do mundo (US $ 8,3 bilhões). Já nas importações, em 2019, foi o 95º maior importador do mundo: US $ 9,9 bilhões.

## Setor Primário

### Agricultura
A Tanzânia produziu em 2018:
- 5,9 milhões de toneladas de milho;
- 5 milhões de toneladas de mandioca (12º maior produtor do mundo);
- 3,8 milhões de toneladas de batata doce (4º maior produtor do mundo, atrás apenas da China, Malaui e Nigéria);
- 3,4 milhões de toneladas de banana (10º maior produtor do mundo, 13º acrescentando a produção de plantain, ou banana-da-terra);
- 3 milhões de toneladas de arroz;
- 3 milhões de toneladas de cana-de-açúcar;
- 1,7 milhões de toneladas de batata;
- 1,2 milhão de toneladas de feijão (6º maior produtor do mundo);
- 940 mil toneladas de amendoim (7º maior produtor do mundo);
- 930 mil toneladas de girassol (12º maior produtor do mundo);
- 808 mil toneladas de sorgo;
- 561 mil toneladas de gergelim (5º maior produtor do mundo, perdendo apenas para Sudão, Mianmar, Índia e Nigéria);
- 546 mil toneladas de coco (11º maior produtor do mundo);
- 454 mil toneladas de manga (incluindo mangostim e goiaba);
- 389 mil toneladas de abacaxi;
- 373 mil toneladas de laranja;
- 356 mil toneladas de tomate;
- 238 mil toneladas de algodão;
- 171 mil toneladas de castanha de caju (6º maior produtor do mundo);
- 107 mil toneladas de tabaco (8º maior produtor do mundo);
- 55 mil toneladas de café;

Além de produções menores de outros produtos agrícolas, como chá (36 mil toneladas) e sisal (33 mil toneladas). Produtos como algodão, castanha de caju, tabaco, café e chá são cash crops, produtos de alto valor para exportação.

### Pecuária
Na pecuária, a Tanzânia produziu, em 2019: 30,9 mil toneladas de mel (13º maior produtor do mundo), 479 mil toneladas de carne bovina, 79 mil toneladas de carne de frango, 42 mil toneladas de carne de cabra, 27 mil toneladas de carne de cordeiro, 2,4 bilhões de litros de leite de vaca, 214 milhões de litros de leite de cabra, entre outros.

## Setor secundário

### Indústria
O Banco Mundial lista os principais países produtores a cada ano, com base no valor total da produção. Pela lista de 2019, a Tanzânia tinha a 93ª indústria mais valiosa do mundo (US $ 4,0 bilhões).
Em 2018, o país foi o 11º maior produtor do mundo de óleo de girassol (264 mil toneladas) e o 15º maior produtor do mundo de óleo de coco (13,2 mil toneladas).

### Energia
Nas energias não-renováveis, em 2020, o país não produzia petróleo. Em 2011, o país consumia 43,3 mil barris/dia (103º maior consumidor do mundo)  Em 2015, a Tanzânia era o 65º maior produtor mundial de gás natural, 1,1 bilhões de m3 ao ano, e consumia muito pouco. O país produzia algum carvão em 2012.
Nas energias renováveis, em 2020, a Tanzânia não produzia energia eólica nem energia solar.
Em 2013, 49,7% da geração de eletricidade da Tanzânia veio de gás natural, 28,9% de fontes hidrelétricas, 20,4% de fontes térmicas e 1,0% de fora do país.

### Mineração
Em 2019, o país era o 18º maior produtor mundial de grafite.
Na produção de ouro, em 2017 o país produziu 43,5 toneladas.
A mineração contribuiu com 3,3 por cento do PIB em 2013. A grande maioria das receitas de exportação de minerais do país vem do ouro, respondendo por 89% do valor dessas exportações em 2013. Também exporta quantidades consideráveis de gemas, incluindo diamante e tanzanita. O país é um dos maiores produtores mundiais de espinela, safira, zircão e rubi. Toda a produção de carvão da Tanzânia, que totalizou 106.000 toneladas em 2012, é usada no mercado interno. Outros minerais explorados na Tanzânia incluem: pozzolana, sal, gipsita, caulinita, prata, cobre, fosfato, estanho e bauxita. Reservas de níquel de 290.000 toneladas foram descobertas em outubro de 2012.

## Setor terciário

### Turismo
Em 2017, a Tanzânia recebeu 1,2 milhões de turistas internacionais. As receitas do turismo, neste ano, foram de US $ 2,2 bilhões.